# (22183) Canonlau
(22183) Canonlau  es un asteroide del cinturón principal perteneciente al cinturón de asteroides, región del sistema solar que se encuentra entre las órbitas de Marte y Júpiter.
Fue descubierto el 23 de diciembre de 2000 por el astrónomo aficionado nacido en Hong Kong William Kwong Yu Yeung desde el Observatorio de Desert Beaver.

## Designación y nombre
Designado provisionalmente como 2000 YE12 fue nombrado en honor de Canon Lau (n. 1965), un veterano astrónomo aficionado en Hong Kong desde la década de 1980, ha realizado un gran esfuerzo en las observaciones e imágenes planetarias. Era editor de libros de profesión y ahora dedica toda su energía a la educación astronómica pública.

## Características orbitales
(22183) Canonlau está situado a una distancia media del Sol de 2,614 ua, pudiendo alejarse hasta 3,108 ua y acercarse hasta 2,119 ua. Su excentricidad es 0,189 y la inclinación orbital 14,387 grados. Emplea 1543,28 días en completar una órbita alrededor del Sol.
Pertenece a la familia de asteroides de (15) Eunomia.

## Características físicas
La magnitud absoluta de (22183) Canonlau es 13,53. Tiene 5,257 km de diámetro y su albedo se estima en 0,335.